# 4989 Joegoldstein
4989 Joegoldstein је астероид главног астероидног појаса са средњом удаљеношћу од Сунца која износи 2,573 астрономских јединица (АЈ).
Апсолутна магнитуда астероида је 13,2.